# QWERTY
QWERTY је најкоришћенији распоред латиничних слова на тастатури. Назив настаје читањем првих шест слова у првом реду(слево надесно):Q,W,E,R,T и Y (изговара се "кверти").

## Настанак писаће машине
Током 1860-их, политичар, штампар, новинар, и аматерски проналазач из Милвокија, Кристофер Лејтам Шолс (en.Christopher Latham Sholes) проводио је своје слободно време развијајући различите машине како би своје послове учинио ефикаснијим. Један такав изум је прва писаћа машина, која је развијена са Семјуелом В. Сулом (en.Samuel W. Soule), Џејмсом Денсмором (en.James Densmore) и Карлосом Глиденом (en.Carlos Glidden), а први пут патентирана 1868. године. Прва тастатура писаће машине личила је на клавир и направљена је са абецедним распоредом од 28 тастера. Група проналазача је била сигурна да ће то бити најефикаснији распоред. Уосталом, свако ко користи тастатуру би одмах знао где да нађе свако слово; тражење би било 
смањено, куцање би било повећано.

## Распоред тастатуре

### Зашто баш QWERTY?
Популарна теорија каже да је Шолс морао да редизајнира тастатуру због механичких недостатака првих писаћих машина. Полуга за куцање која повезује тастер и слова висила је током рада испод папира.Ако би корисник брзо откуцао низ слова чије су полуге близу једна другој,деликатна машина би се заглавила.Дакле,како се наводи,Шолс је редизајнирао распоред како би раздвојио најчешће секвенце слова као "th" или "he".QWERTY систем би теоретски требало да максимално раздвоји најчешће словне парове.Ова теорија се може лако оборити из простог разлога јер је "er" четврти најчешћи пар слова у енглеском језику.Међутим,један од прототипова писаће машине је имао мало другачију тастатуру(QWE.TY)која је промењена тек у последњем тренутку.До 1873.године,писаћа машина имала је 43 тастера и распоред слова који је наводно обезбеђивао да се скупе машине не би поквариле.Облик прати функцију и тастатура обучава 
дактилографа.
Исте године,Шолс и његови партнери склопили су споразум о производњи са произвођачем пиштоља Ремингтон,компанијом упознатом са производњом прецизне механике и која је после Америчког грађансог рата гледала да искористи своје капацитете за мирнодопску производњу. Пре него што је њихова машина,названа Шолс-енд-Глиден,кренула у производњу,Шолс патентира нови патент,који је укључивао нови распоред тастатуре.Издат 1878.године,патент број 207559 означио је први документован изглед QWERTY распореда. Договор са Ремингтоном показао се као огроман успех. До 1890. године, било је више од 100.000 QWERTY Ремингтон произведених писаћих машина у употреби широм САД. Судбина тастатуре је одлучена 1893. године када су пет највећих произвођача писаћих машина - Ремингтон, Калиграф (en.Caligraph), Јост (en.Yost), Денсмор (en.Densmore) и Смит-Премиер (en.Smith-Premier) - удружили у Јунион Тајпрајтер Компани (en.Union Typewriter Company) и договорили да усвоје QWERTY као де факто стандард.

### Другачија тумачења настанка распореда

#### Пословна тактика
Постоји нешто везано за теорију по којој је Ремингтонова пословна тактика у вези са популаризацијом QWERTY распореда. Ремингтон није производио само писаће машине, обезбеђивао је и курсеве обуке. Дактилографи који су учили на њиховом систему морали су да остану лојални бренду, тако да би компаније које су планирале да запосле обучене дактилографе морале да се снадбеју са писаћим машинама Ремингтон.

#### Утицај телеграфиста
Развој QWERTY система као одговор на механичке грешке, доведена је у питање од стране научника Коичи Јасуоке (en.Koichi Yasuoka) и Мотоко Јасуоке (en.Motoko Yasuoka) са Кјото Универзитета.
У раду из 2011. године, истраживачи су пратили еволуцију тастатуре писаће машине уз запис њених првих професионалних корисника. Закључили су да механичари који су стварали писаћу машину нису утицали на дизајн тастатуре. Уместо тога, QWERTY систем је настао као резултат коришћења прве писаће машине. Први бета-тестери су укључивали телеграфске оператере који је требало да брзо транскрибују поруке. Оператори су сматрали да их абецедни распоред збуњује и да је неефикасан за превођење Морзеове азбуке. Кјото рад сугерише да је тастатура писаће машине еволуирала током неколико година као директна резултат сугестија од стране 
ових телеграфских оператера. На пример:
Код који представља З као "• • • •" често се побрка са дуплим знаком СЕ, који се чешће користи од З. Понекад оператори у САД који примају Морзеову азбуку не могу да утврде да ли је тачно З или СЕ, посебно у првом слову/словима једне речи, пре него што добију следећа слова. Тако С треба да се стави у близини З и Е на тастатури да би се у Морзеовој азбуци откуцали брзо (због истог разлога Ц треба да се стави у близини ИЕ. Али, у ствари, Ц је био често помешан са С).
По овом сценарију, дактилограф је постојао пре тастатуре. Кјото рад такође наводи 
Морзеову азбуку да даље раскринка теорију да је Шолс желео да заштити своју машину 
од заглављивања преуређењем тастера са посебном намером да успори дактилографа:
Брзина оператера који прима Морзеову поруку треба да буде једнака оператеру који шаље Морзеову поруку, наравно. Ако је Шолс стварно преуредио тастатуру да успори оператера, оператер је постао неспособан да ухвати корак са оператером који шаље Морзеову поруку. Не верујемо да је Шолс имао такву бесмислену намеру током развоја писаће машине.

### Алтернативни распореди тастатуре

#### Шолсоврад
Шолс није био убеђен да је QWERTY најбољи систем и иако је рано продао своје дизајне Ремингтону, наставио је да ради на побољшањима и алтернативама за писаћу машину до краја живота, укључујући неколико типова тастатура које је требало да буду ефикасније, као што је патент под бројем 568630 који је поднео Шолс 1889. године, годину дана пре него што је умро, а издат постхумно.

#### Дворакова тастатура
Дворак тастатура (en.Dvorak Simplified Keyboard) је развио др Аугуст Дворак (en.August Dvorak) 1930. године. Дворак корисници су забележили брже и тачније куцање јер систем драстично повећава број речи које се могу куцати коришћењем главног реда тастера где се прсти природно налазе. Иако је Дворак имао своје следбенике, никада их није стекао довољно да угрози доминацију QWERTY распореда.

## Рачунарска тастатура
Када се појавила прва генерација рачунарских тастатура, није више било неког техничког разлога да се користи QWERTY систем - рачунари се нису заглављивали. Али милиони људи су научили да куцају на QWERTY тастатурама. Постала је заиста свеприсутна у земљама које користе латиницу. 1910. године је компанија Телетајп (en.Teletype Corporation), која ће производити електронске писаће машине а касније и рачунарске терминале, усвојила систем и тиме обезбедила да QWERTY постане нови технолошки стандард.